# Тырков, Василий Фомич
Василий Фомич Тырков (ум. 1624 или 1625, Тобольск) — русский воевода и дипломат, принимавший активное участие в присоединении Сибири. Один из основателей города Томск.

## Биография
Происходил из дворянского рода Тырковых. Служил на Урале. Пленил сына пелымского князя Аблегирима — Тагая, активно противодействующего русской экспансии на восток.
В 1599—1600 годах служил в Тобольске. Выезжал «в Томь» и вёл переговоры с местными князьями, убедил Тояна перейти в подданство русскому царю. В 1604 году вместе с Гаврилой Писемским по указу Бориса Годунова основал Томск, построив первый Томский кремль.
Принимал участие в походах против чатских татар, против сына Кучума — Алея, завершил разгром Сибирского царства. В 1613/1614 годах на посту томского воеводы руководил обороной города от киргиз.